# 朝比奈彩
朝比奈 彩（あさひな あや、1993年10月6日 - ）は、日本の女性ファッションモデル、グラビアモデル、タレント、女優、YouTuber。
兵庫県洲本市出身。FIRST AGENT所属。夫は三代目J SOUL BROTHERSの山下健二郎。

## 略歴
小学校3年生から高校3年生までの間、陸上部に所属。兵庫県立洲本実業高等学校を卒業後、約1年半地元の産婦人科にて助産師の助手を務める。
産婦人科で働いていた時期に知り合いから声を掛けられイベントモデルとして活動。その時にスカウトされ、2013年よりイー・スマイルに所属し、"北川彩"名義でレースクイーンとして活動を開始する。同年9月に上京した。
2014年より生島企画室（現FIRST AGENT）に所属し、"朝比奈彩"名義で活動を開始する。10月13日に「DHCシンデレラアワード」でグランプリに選ばれ、11月発売のファッション雑誌『Ray』1月号より専属モデルとして活動。11月25日には14代目の「三愛水着イメージガール」に選ばれた。
2015年9月27日、「ツーリズムEXPOジャパン」のグアム政府観光局特設ステージで水着ショーを務めた。11月、出身地である兵庫県洲本市の「ふるさとすもと応援大使」に就任。
2017年8月25日配信開始のAmazonオリジナルドラマ『東京アリス』で女優デビュー。
2019年3月発売のファッション雑誌『Oggi』5月号より専属モデルとして活動。同年7月スタートの『ランウェイ24』（テレビ朝日）で連続ドラマ初主演。
2020年10月6日、27歳の誕生日を機にYouTubeに公式チャンネル『朝比奈ちゃんねる』を開設。現在では自宅に配信用の部屋を作るほどの力の入れようである。
2022年12月13日、淡路島ユネスコ協会理事に就任。

## 人物
- 幼稚園の頃は後藤真希のファンで、卒業文集に「モーニング娘。に入りたい」と書いていた[25]。
- 平凡な女の子がトップモデルへと駆けあがっていく漫画を原作とする映画『Paradise Kiss』を見てモデル業に興味を持った[26]。
- 171センチの長身だが[27]中学1年生の時の身長は146cmしかなかったが、中学卒業までに20cm伸び、高校で1年で1～1.5cmずつ伸びた[25]。
- 同じ兵庫県出身の女優・北川景子を憧れとしている[28]。
- 趣味はボルダリング[29]、キックボクシング・ボクシング[25][30][注 3]、料理、映画鑑賞、ロードバイク[注 4]（愛車はPINARELLO[34]）、釣り[映像 1][35]、ゴルフ[36]。日課はマッサージと反省ノートを書くこと[37]。

### 家族
- 弟が1人いる[38]。
- 2021年7月26日に三代目J SOUL BROTHERSの山下健二郎との結婚を発表。2年の交際期間を経て結婚に至った[5]。2024年3月25日に第1子出産を発表し[39]、2025年6月2日に第2子出産を発表した[40]。

## 出演

### ランウェイ
- 神戸コレクション
- 東京ガールズコレクション
- ガールズアワード
- 関西コレクション
- 札幌コレクション

### イベント
- 小田急百貨店ミニサマーコレクション（2015年5月30日）
- 三愛水着楽園ファッションショー～Beach Trip Guam～（2015年9月27日）
- GQ Live!2015（2015年12月5日）
- ジャック・オー・ランド（2016年10月29日）

### 広告
- 三愛水着イメージガール（2015年）
- コンタクトレンズ通販 LENSMODE（2015年7月 - ）
- 「『FOODEX 美食女子』グランプリ 2018」アンバサダー[41]
- ROXY アンバサダー（2019年1月 - ）[42]
- ワコール「BRAGENIC」アンバサダー（2019年2月 - ）[43]
- ELCジャパン「アヴェダ」 - アンバサダー（2022年1月 - ）[44]

### CM
- DHC 薬用ディープクレンジングオイル“ディズニー”デザインボトル（2015年4月10日 - ）
- 靴とシューズの通販・専門店 チヨダ（2016年 - ）[45]
- 新生銀行 レイクアルサ（2016年 - ）
- ホテルニューアワジ（2018年 - ）
- サントリー 伊右衛門 特茶（2018年 - ）

### テレビ番組
- PON!（2015年4月4日 - 2016年9月、日本テレビ） - 水曜レギュラー
- チャリダー☆快汗!サイクルクリニック（2015年4月5日 - 2023年3月、NHK BS1）[46]
- 週末めとろポリシャン♪（2015年4月5日 - 2017年3月25日、東京メトロポリタンテレビジョン） - レギュラー
- ヨソで言わんとい亭〜ココだけの話が聞ける（秘）料亭〜（2015年10月8日 - 2016年7月1日、テレビ東京） - MC[47]
- FUJIYAMA FIGHT CLUB（2015年、フジテレビ） - レギュラー[48]
- 美マッスル on the Beach いい女をつくる夏・2016（2016年7月13日 - 8月24日、テレビ東京） - レギュラー
- お願い!ランキング（2017年1月 - 3月、テレビ朝日） - レギュラー
- 週末ハッピーライフ! お江戸に恋して（2017年4月1日 - 2022年3月26日、東京メトロポリタンテレビジョン[注 5]） - MC

### テレビドラマ
- 大阪環状線 Part3 ひと駅ごとのスマイル 第7話「寺田町駅編 宇宙のタコヤキ」（2018年2月28日、関西テレビ放送） - 主演・水井莉奈 役[注 6][49]
- チア☆ダン（2018年7月13日 - 9月14日、TBS） - 栗原渚 役[50]
- ランウェイ24（2019年7月7日〈6日深夜〉 - 9月22日〈21日深夜〉、朝日放送テレビ・テレビ朝日） - 主演・井上桃子 役[21]
- 警視庁・捜査一課長2020 第11話（2020年7月23日、テレビ朝日系） - 元ヤンキーの食堂従業員・鷺沢麻知子 役[51][52]
- ガールガンレディ（2021年4月7日〈6日深夜〉 - 6月9日〈8日深夜〉、MBS） - 星宮美麗 役[53]

### ウェブドラマ
- 東京アリス（2017年8月25日配信開始、全12話、Amazonプライム・ビデオ） - 円城寺さゆり 役[17]
- やれたかも委員会（2018年1月27日 - 3月10日、全8話、AbemaTV） - 月満子 役[54]
- 今際の国のアリス（2020年12月10日配信開始、Netflix） - 水鶏光 役[55]
  - 今際の国のアリス シーズン2（2022年12月 - 、Netflix）[56]
- トークサバイバー!〜トークが面白いと生き残れるドラマ〜 シーズン2（2023年10月10日 - 、Netflix） - 謎の組織のメンバー 役[57]
- 七夕の国（2024年7月4日 - 、ディズニープラススター） - 東丸由紀子 役[58]

### 映画
- ぐらんぶる（2020年8月7日、ワーナー・ブラザース映画） - 古手川奈々華 役[59]
- そして、バトンは渡された（2021年10月29日、ワーナー・ブラザース映画） 美人先生 役[60]
- レッドシューズ（2022年12月9日北九州市先行公開・2023年2月24日全国公開、SDP） - 主演・太田真名美 役[61]
- 世界の終わりから（2023年4月7日、ナカチカ） - 佐伯 役[62]

### ラジオ
- オレたちゴチャ・まぜっ!〜集まれヤンヤン〜（2015年4月18日 - 2016年4月9日、MBSラジオ） - ヤンヤンガールズ7期生
- ちょこっとやってまーす!（2016年4月16日 - 2018年4月1日、MBSラジオ） - レギュラー
- パソナグループ presents 朝比奈彩の淡路島放送局!（2021年3月30日 - 2022年3月22日、TBSラジオ） - MC

### 配信番組
- シンデレラジャーニー 〜本気の恋、本気の別れ〜（2023年8月24日配信開始、Lemino） - MC

## 書籍

### 雑誌レギュラー
- Ray（2015年1月号 - 2018年、主婦の友社）[6]
- Oggi（2019年5月号 - 、小学館）[19]
- andGIRL（エムオン・エンタテインメント）[63]

### 連載
- スポーツニッポン 超刊スポニチ「朝比奈彩 一緒に走ろ」（2015年10月 - 2016年9月）[64]

### 写真集
- 彩だらけ（2016年10月28日、主婦の友社、撮影：須江隆治）ISBN 978-4-07-417183-5
- AYA（2018年2月3日、ワニブックス、撮影：西田幸樹）ISBN 978-4-8470-4971-2

## 受賞
- 第3回DHCシンデレラアワード グランプリ（2014年）